# Eric Booker

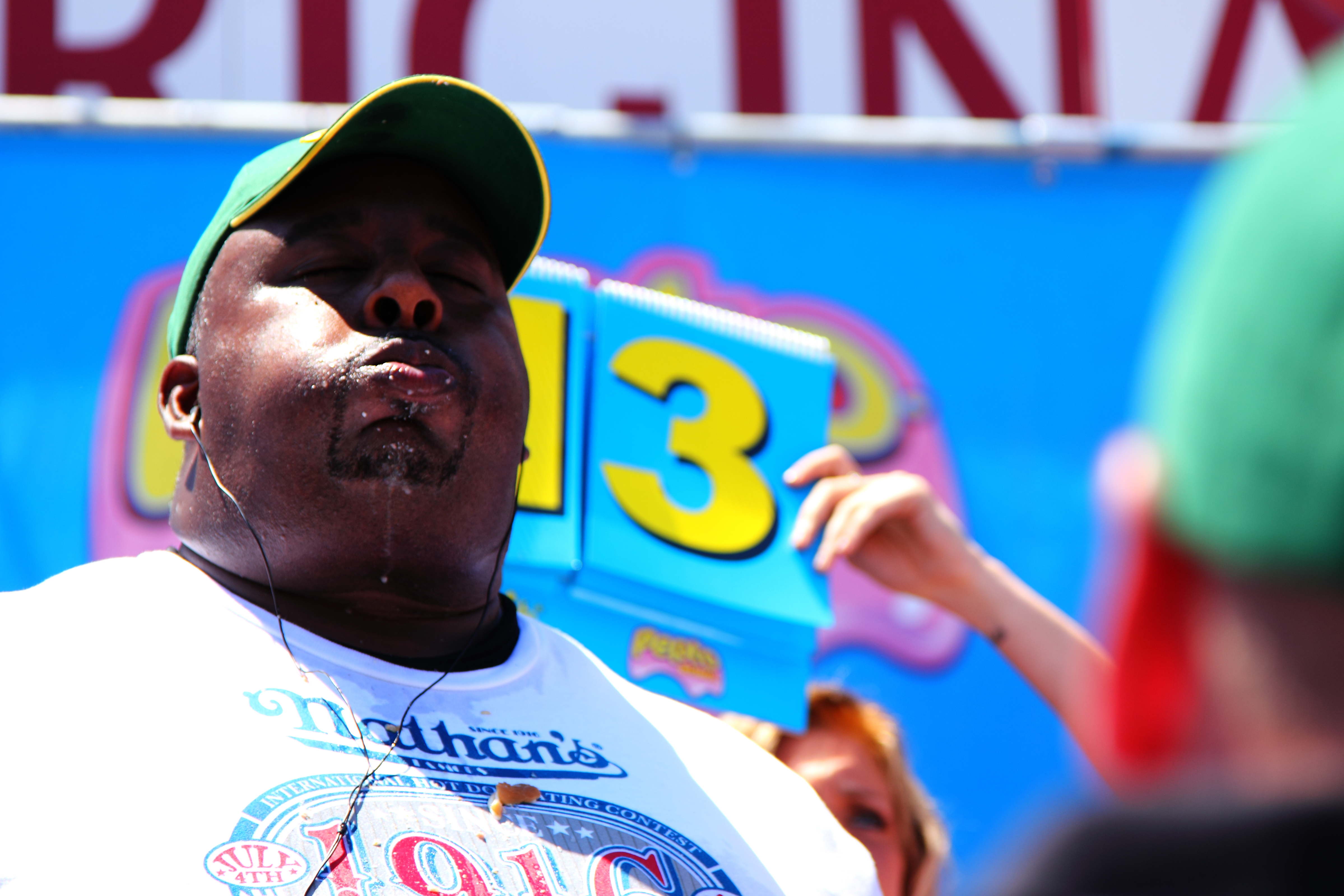
Booker beim Nathan's Hot Dog Contest (2010)

Eric „Badlands“ Booker (* 21. Juni 1969 in Jamaica (New York City) als Eric Booker), auch bekannt als BadlandsChugs, ist ein US-amerikanischer Wettesser, Rapper und Webvideoproduzent. Er betreibt seit 2012 den YouTube-Kanal Badlandschugs, auf dem er vorrangig Getränke in möglichst kurzer Zeit austrinkt. Dieser Kanal hat über drei Millionen Abonnenten. Seit 1997 nimmt er an professionellen Wettessen teil und gewann dabei zahlreiche Preise.

## Persönliches
Eric Booker wurde am 21. Juni 1969 in Jamaica, einem Stadtteil des New Yorker Stadtbezirks Queens, geboren. In seiner Jugend war er mit einem kriminellen Umfeld involviert, sodass er Teil der East Side Crips war, jedoch ist heute unbekannt, ob er noch Kontakt mit dieser Ganggruppierung hat. Heute lebt Booker auf Long Island. Er ist mit Regina Booker verheiratet.
Booker ist 1,96 m groß und wiegt 181 kg.

## Karriere
Booker versucht zur Vorbereitung auf Wettessen, seinen Magen möglichst weit auszudehnen und seine Kaumuskulatur zu trainieren. Dazu isst er vor den Wettbewerben viel Obst und Gemüse, außerdem trinkt er vorher eine Gallone Wasser. Er selbst behauptet, dass Wettessen ein gesunder Sport sei und er durch diesen abgenommen habe. Auf seinem YouTube-Account, den er seit 2012 betreibt, verzeichnet er stetig steigende Zuschauerzahlen. Auf diesem Kanal hat er sich hauptsächlich auf Getränke spezialisiert.
| Kategorie     | Portion   | Zeit       |
| ------------- | --------- | ---------- |
| Burritos      | 15 Stk.   | 8 min      |
| Schokoriegel  | 907 g     | 6 min      |
| Cannoli       | 16,5 Stk. | 6 min      |
| Corned Beef   | 1814 g    | 1 min 58 s |
| Käsekuchen    | 50 Stk.   | 6 min      |
| Donuts        | 49 Stk.   | 8 min      |
| Hamantash     | 50 Stk.   | 6 min      |
| Matzo Balls   | 30 Stk.   | 5 min 25 s |
| Rohe Zwiebeln | 241 g     | 1 min      |
| Erbsen        | 4309 g    | 12 min     |
| Kürbiskuchen  | 4,5 Stk.  | 12 min     |

## Musikkarriere
Seit 2004 hat Booker mehrere Alben zum Thema Wettessen aufgenommen, die er regelmäßig bei Wettbewerben präsentiert.
Seine bisher herausgebrachten Alben heißen:
Hungry & Focused
Hungry & Focused II: The Ingestion Engine
Hungry & Focused III: The Reframing
Hungry & Focused IV: Fork, Knife & Mic
Extended Play
Surf & Stillwell
Surf & Stillwell 2
Surf & Stillwell 3
Big Man Mentality
Big Man Mentality 2